# 旧佐々木家住宅 (にかほ市)
旧佐々木家住宅（きゅうささきけじゅうたく）は秋田県にかほ市院内にある曲屋。にかほ市有形文化財。

## 歴史
旧佐々木家住宅は1876年（明治9年）に建てられた南部系曲屋である。建物はもとは旧仁賀保町畑にあり、1991年（平成3年）の台風で屋根が破損するまで佐々木家の親族が居住していた。
1991年の台風の被害で解体が不可避となったが、旧仁賀保町が曲屋を残す方針を決め建物は無償譲渡された。建物は解体して部材のまま管理された後、2001年（平成13年）に薫風苑の園内に移築された。
2005年（平成17年）、にかほ市指定文化財旧佐々木家住宅条例が定められた。
なお、2001年（平成13年）に市シルバー人材センターが建物内に「まがりや食堂」を開いていたが2022年（令和4年）11月末で閉店することになった。

## 建築
旧佐々木家住宅は南部系曲屋で馬屋の上に「ちし」という中二階（冬期のわら仕事場）がある。家屋は鍵型で内側に入り口があり、土間の一角に大黒柱がある。土間では稲や大豆の収納作業が行われていた。